# Bermudo III
Bermudo III Alfónsez, zapisywany też Vermudo III (ur. ok. 1017, zm. 4 września 1037 pod Tamarón) – ostatni król Leónu w latach 1028-1037, ostatni męski przedstawiciel dynastii asturyjsko-leońskiej (nazywanej też Perez). W 1035 roku ogłoszony został imperatorem Galicji.

## Życiorys

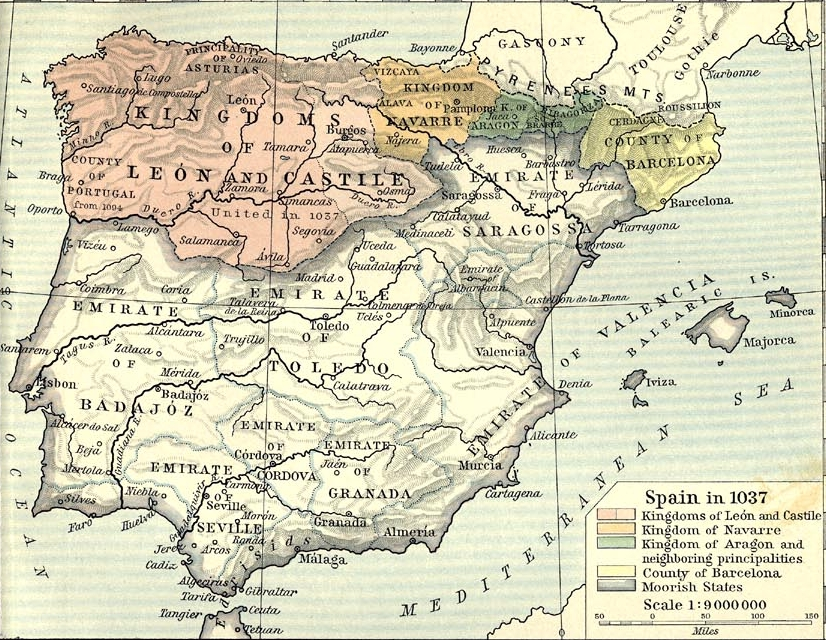
Hiszpania w 1037 roku po śmierci Bermudo III

Bermudo III był jedynym synem (i drugim dzieckiem) z małżeństwa króla Leónu Alfonsa V (ok. 995-1028) i Elviry Menéndez (zm. 1022), córki Menendo Gonzáleza, hrabiego Astorgi i opiekuna Alfonsa V z czasów młodości. Gdy Bermudo III był w wieku ok. 10-11 lat, zmarł jego ojciec, śmiertelnie raniony strzałą podczas oblężenia Viseu. To na nim spoczęła misja nie tylko rządzenia, ale też przedłużenia dynastii. Podobnie jak wcześniej Alfons V, musiał zacząć rządzić w bardzo młodym wieku.
Bezpośrednią opiekę nad władcą sprawowała jego ciotka Urraka. Za jej namową Bermudo miał poślubić Jimenę, siostrę niepełnoletniego hrabiego Kastylii Garcii Sancheza, który zamierzał zawiązać sojusz z Królestwem Leónu skierowany przeciwko Sancho III, królowi Nawarry. Po zamordowaniu Garcii 13 maja 1029 roku (zabiegającego o rękę siostry Bermudo III, Sanchy) tytuł książęcy i ręka Sanchy w 1032 przypadły Ferdynandowi I Kastylijskiemu, chociaż Kastylia formalnie była lennem Leónu. W roku 1034 Ferdynand zaczął domagać się pełnych praw do tronu. Sytuację podsycała ekspansjonistyczna polityka Sancho III, której Królestwo Leónu starało się przeciwstawić militarnie i politycznie. Kastylijski władca w 1034 roku zajął miasto León i strategiczne tereny między rzekami Cea a Pisuerga, które uważał za posag wniesiony przez żonę. Bermudo III schronił się w odległej Galicji, której ogłosił się imperatorem.
Powodem wybuchu konfliktu zbrojnego stał się problem Kastylii i próby nadania jej pełnej autonomii, które podjął Ferdynand I i szlachta kastylijska. Do walk doszło na spornych terenach pomiędzy Cea a Pisuerga, gdy Bermudo III próbował odzyskać Tierra de Campos. 4 września 1037 pod Tamarón (koło Burges) doszło do decydującego starcia. W trakcie bitwy Bermudo III zginął, spadłszy z konia i przebity wieloma lancami, gdy próbował się dostać w pobliże Ferdynanda. Z chwilą śmierci Bermudo III dziedziczką królestwa Leónu została jego starsza siostra, Sancha, i – na mocy iure uxoris – Ferdynand I z Kastylii, którego koronowano 18 czerwca 1038 roku. Chociaż z walki zwycięsko wyszła kastylijsko-nawarska dynastia Jimenez, to León (i zarazem Asturia i Galicja) były ważnymi ośrodkami rekonkwisty i chrześcijaństwa na północy Półwyspu Iberyjskiego.

## Małżeństwa i potomstwo
Pierwsze małżeństwo zawarł przed 30 grudnia 1028 roku z Urraką nieznanego pochodzenia. Drugi raz, przed 25 sierpnia 1032 roku, zawarł małżeństwo z Elwirą nieznanego pochodzenia. Najprawdopodobniej z zawartego przed 17 lutego 1035 małżeństwa z Jimeną Sanchez (zm. po 1062), córką króla Nawarry Sancha III Wielkiego, miał jednego syna, Alfonsa, który zmarł w młodym wieku.

## Pochówek

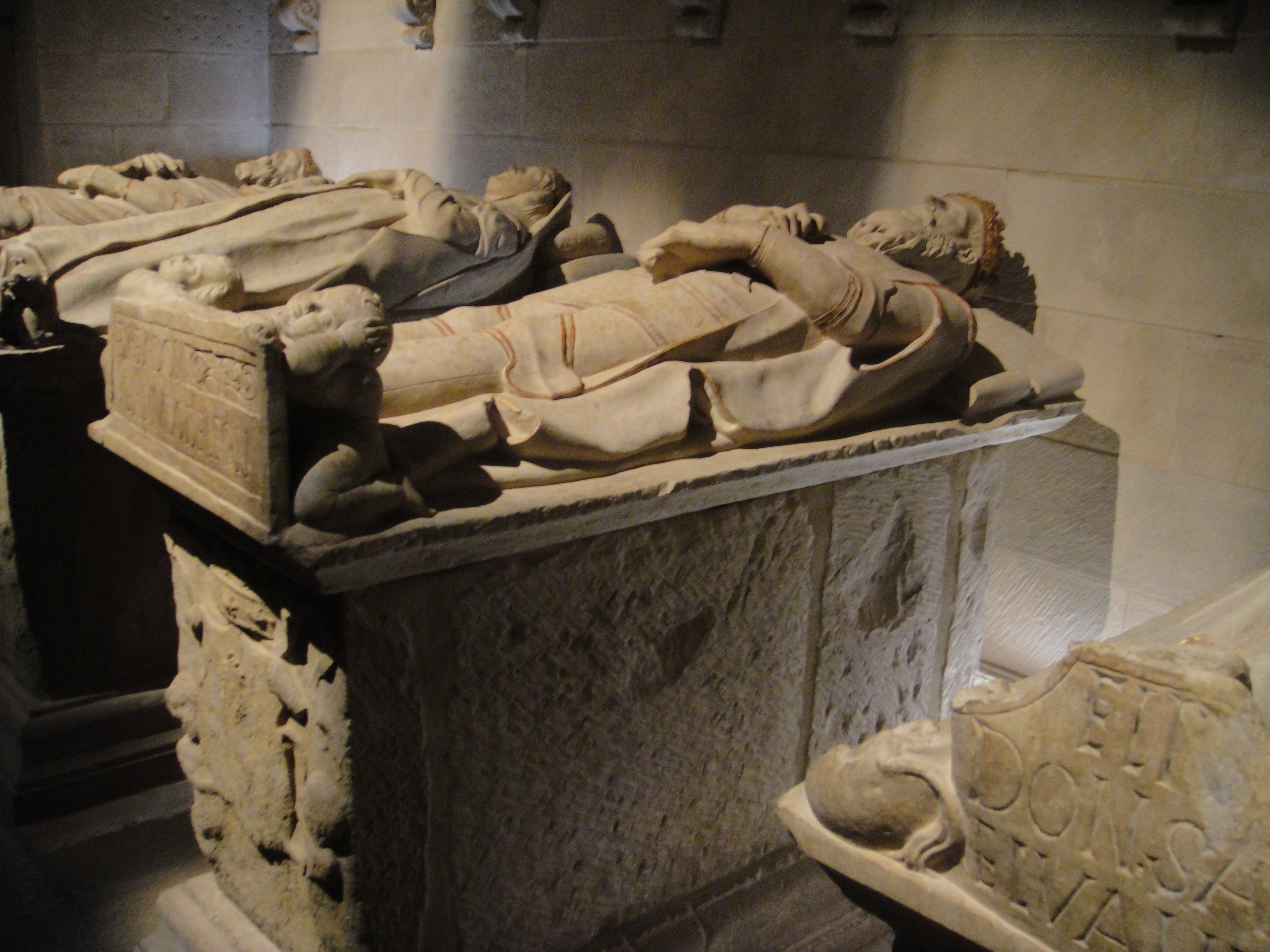
Grób władcy w panteonie królów Leónu w bazylice św. Izydora w León

Toczą się spory, czy Bermudo III został pochowany w bazylice św. Izydora w León, gdzie chowano większość monarchów Leónu czy też w nawarskim klasztorze Santa María la Real de Nájera w Nájera. Na domniemanym grobie władcy w bazylice św. Izydora widnieje inskrypcja po łacinie:
HIC EST CONDITUS VEREMUDUS JUNIOR, REX LEGIONIS, FILIUS ADEFONSIS REGIS. ISTE HABEBIT GUERRAM CUM COGNATO SUO REGE MAGNO FERNANDO, ET INTERFECTUS EST AB ILLO IN TAMARA PRAELIANDO. ERA MLXXV.
Za zlokalizowaniem grobu w klasztorze ma przemawiać legenda. Podobno Ferdynand nie chcąc zasmucić swej żony, której brata pokonał, rozkazał go pochować na terenie królestwa Nawarry. Początkowo szczątki złożono w klasztorze św. Hilarii, a dopiero potem przeniesiono do Santa María la Real de Nájera, gdzie pochowano wielu nawarskich monarchów. Jeden z grobów zawiera przedstawienie koronowanego mężczyzny w zbroi, przykrytego kocem. Podpisany jest on wyrzeźbionym tekstem «EL REY DON VERMUDO DE LEÓN».